# La Unión, Carrillo Puerto
La Unión är en ort i Mexiko.   Den ligger i kommunen Carrillo Puerto och delstaten Veracruz, i den sydöstra delen av landet, 270 km öster om huvudstaden Mexico City. La Unión ligger 219 meter över havet och antalet invånare är 188.
Terrängen runt La Unión är lite kuperad. Runt La Unión är det ganska tätbefolkat, med 62 invånare per kvadratkilometer. Närmaste större samhälle är Cuitláhuac, 12,6 km väster om La Unión. Omgivningarna runt La Unión är en mosaik av jordbruksmark och naturlig växtlighet.